# Пратеш, Жуан
Жуан Мануэл Лопеш Пратеш (порт. João Manuel Lopes Prates; 2 апреля 1973 года, Фаруш-де-Мочу, Португалия) — португальский футбольный тренер.

## Биография
В качестве игрока не выступал на высоком уровне, получил высшее образование в области спорта и психологии. Тренерскую карьеру начал в 32 года в клубах низших португальских лиг. Также работал с юниорской командой лиссабонского «Спортинга». Некоторое время находился в Саудовской Аравии, где он отвечал за развитие местных футболистов в клубах «Хаджер» и «Аль-Батин».
21 июня 2022 года португальский специалист возглавил коллектив литовской А-Лиги «Джюгас». Перед ним была поставлена задача вывести команду из зоны стыковых матчей за право остаться в элите.
Владеет английским, испанским и португальским языками.